# Natale Tommasi

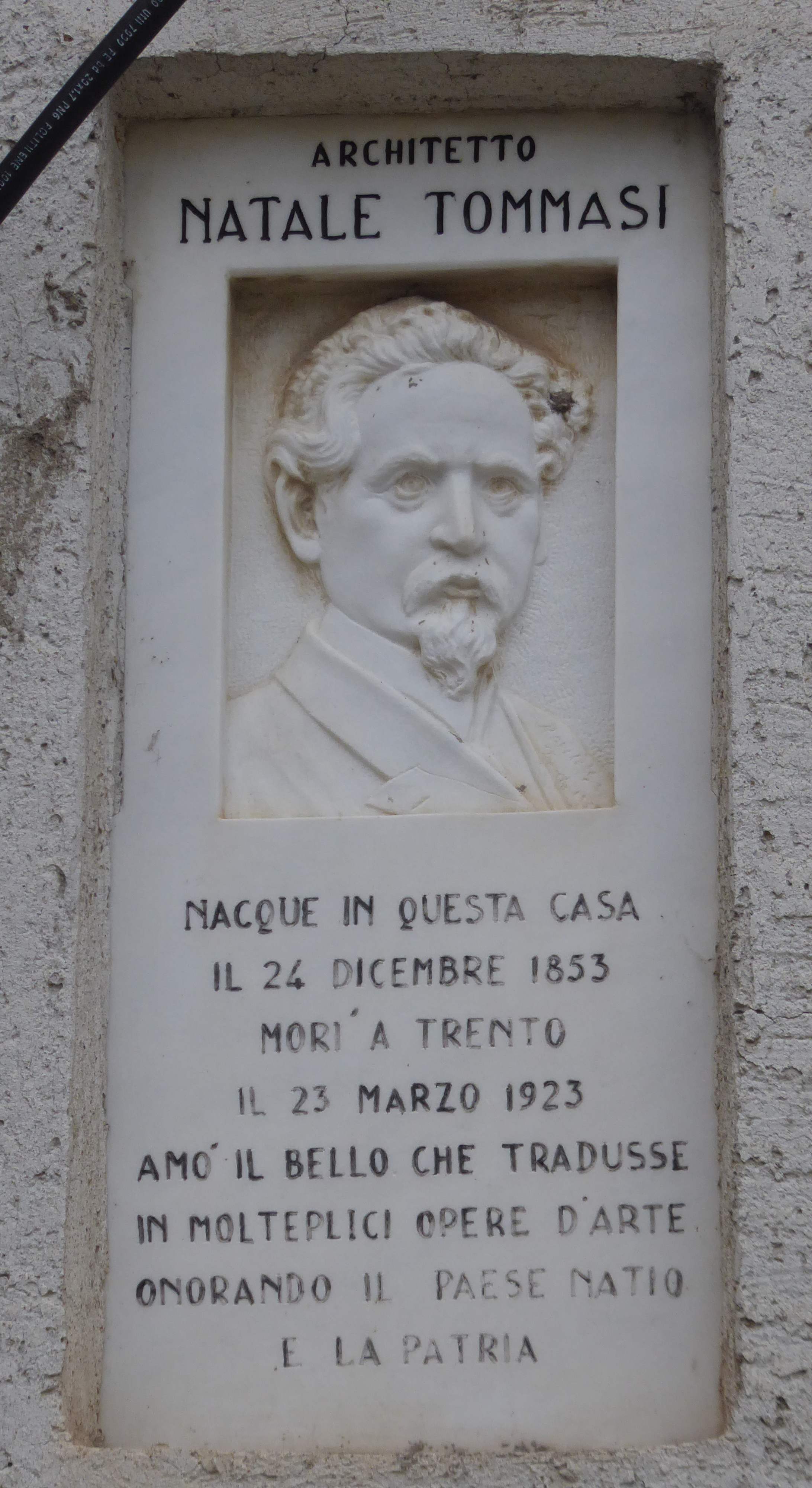
Gedenktafel mit Porträtrelief an Tommasis Geburtshaus in Tavernaro

Natale Tommasi (* 24. Dezember 1853 in Tavernaro bei Trient; † 21. März 1923 in Trient) war ein österreichisch-italienischer Architekt, Denkmalpfleger und Restaurator.

## Leben

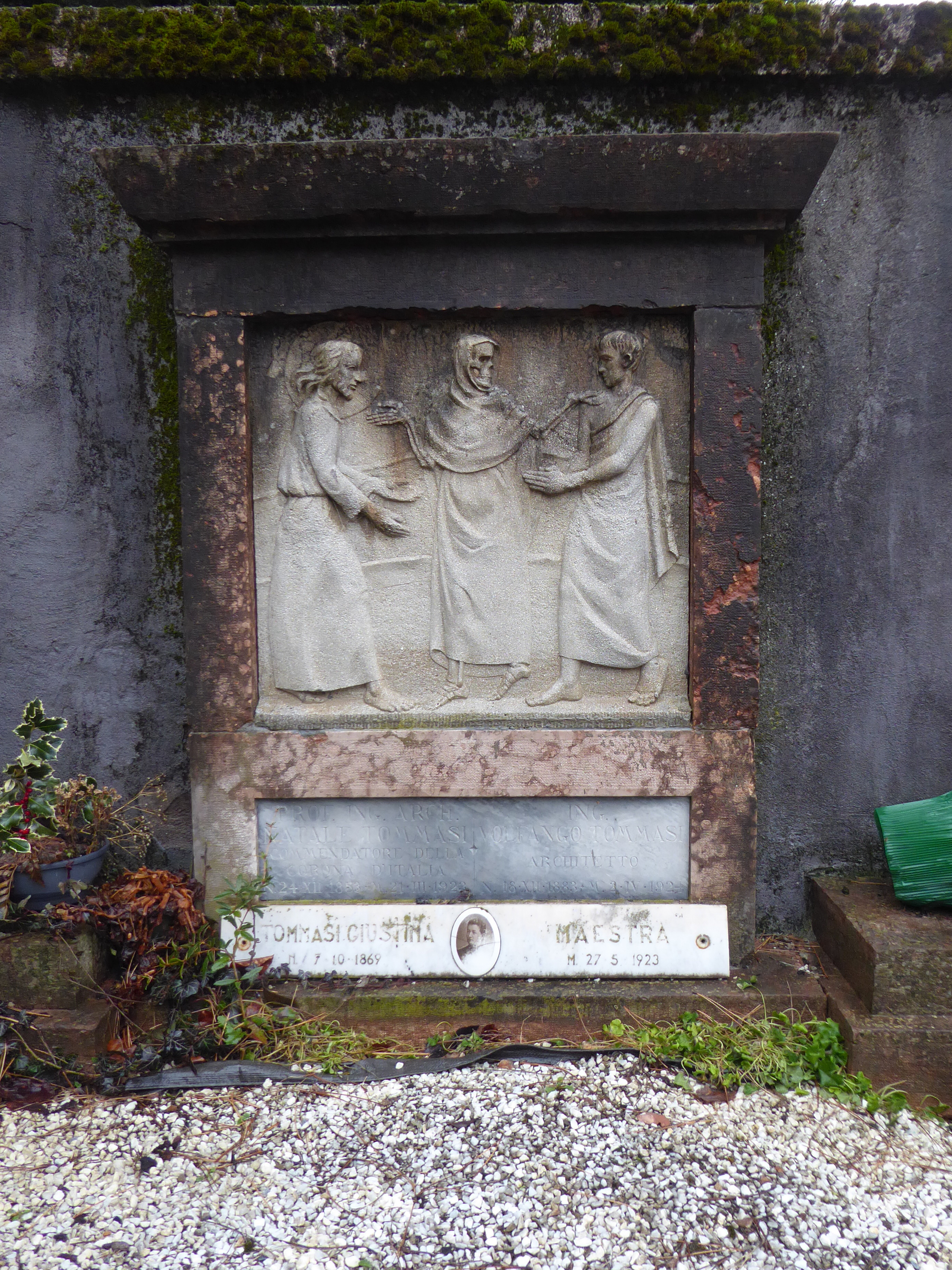
Grab von Natale Tommasi auf dem Friedhof von Cognola

Natale Tommasi war ein Sohn des Tagelöhners Simone Tommasi und der Caterina Sighele. Nach dem Schulbesuch in Trient studierte er dank Stipendien der Tiroler Landstände, für die er von Michael Stolz vorgeschlagen wurde, von 1875 bis 1881 Hochbau an der Technischen Hochschule München. Zwei Jahre lang arbeitete er als Assistent des Architekten Gottfried von Neureuther. In München lernte er seine spätere Frau Elisabeth Golzner kennen. 1879 nahm er mit eigenen Entwürfen an der tirolisch-vorarlbergischen Kunstausstellung in Innsbruck teil. 1881 wurde er dort zum Stadtingenieur ernannt, 1886 übernahm er dieses Amt in Görz, 1889 in Triest. 1898 kehrte er als Oberingenieur nach Innsbruck zurück, wo er bis zum Ende des Ersten Weltkrieges blieb. In Innsbruck lebte auch sein Bruder Simone, der als Baumeister tätig war.
Nach dem Anschluss des Trentino ans Königreich Italien zog er 1918 zurück nach Trient, wo er sich 1920 eine kleine Villa baute. Ab 1918 war er beim Reparto Architettura della Sezione Lavori Pubblici dei Governatorati Militare e Civile della Venezia Tridentina tätig, ab 1920 beim Commissariato Generale Civile in Trient. Er starb am 21. März 1923 und wurde auf dem Friedhof von Cognola in Trient beigesetzt. Das Grabdenkmal schuf sein Sohn, der Bildhauer Eugen Tommasi (1891–1966).
Tommasi entwarf zahlreiche Repräsentationsbauten in historistischen Stilen wie das Innsbrucker Hauptpostamt oder die Marinekirche in Pula, aber auch Villen in Bozen, Meran, Arco und Innsbruck. Seine administrativen Bauten sind häufig im Stil der Neorenaissance gestaltet. Bei Kirchenbauten verwendete er neoromanische, neobyzantinische und frühchristliche Elemente.
Daneben setzte er sich für den Erhalt und die Restaurierung römischer Bauten ein, wie das Amphitheater und den Augustus-Tempel in Pula oder die Euphrasius-Basilika in Poreč. Ebenfalls verantwortlich war er für die Restaurierung des Castello del Buonconsiglio (ab 1896) sowie des Doms von Trient (1903–06).

## Ehrungen
- Mitglied der Päpstlichen Akademie der schönen Künste und der Literatur
- Professor h.c. der Accademia di San Luca
- korrespondierendes Mitglied des Österreichischen Archäologischen Instituts
- Ritterkreuz des Franz-Joseph-Ordens, 1899
- Benennung der Piazza Natale Tommasi in Tavernaro[1]

## Werke

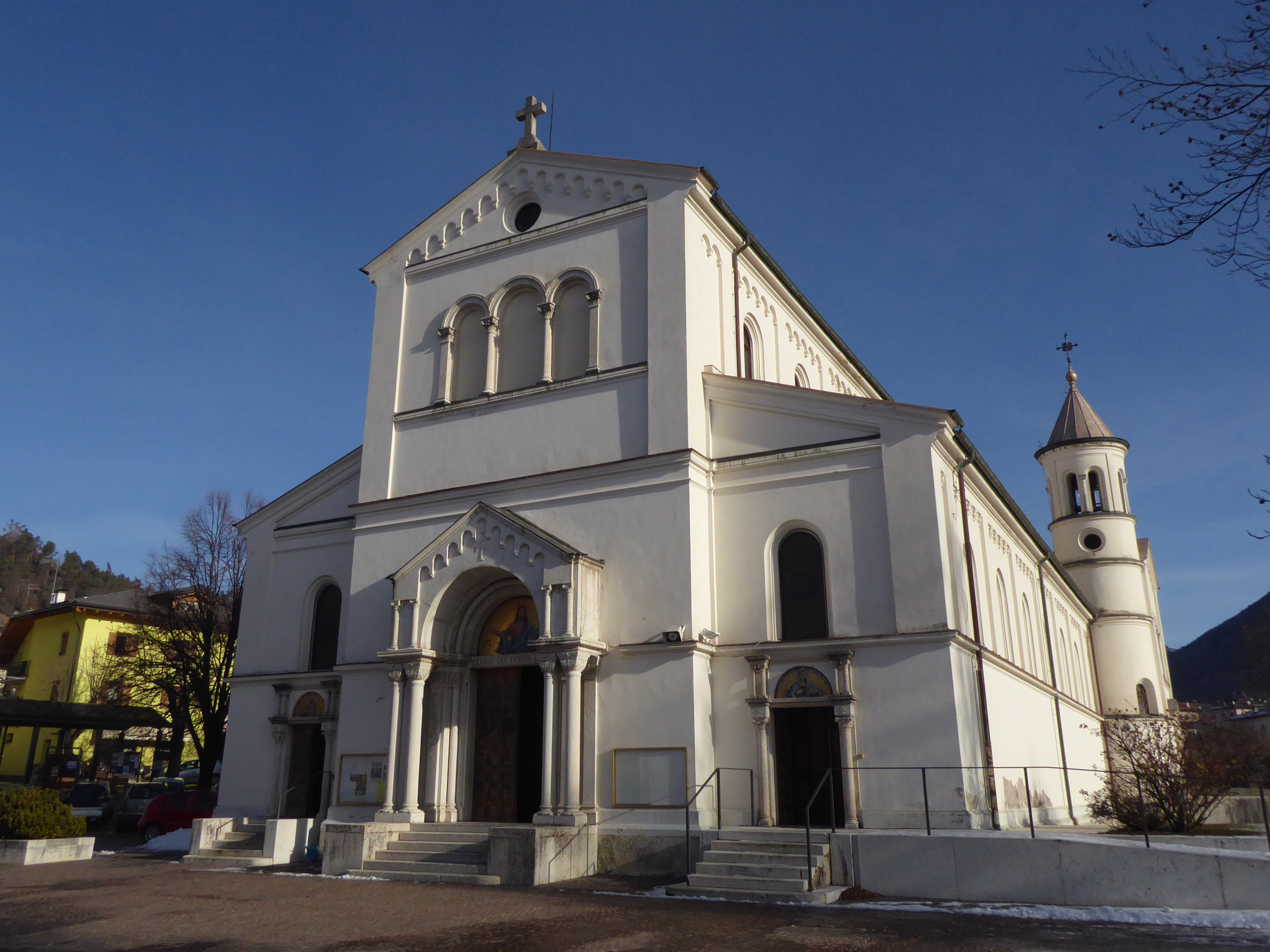
Santa Maria Assunta, Baselga di Piné

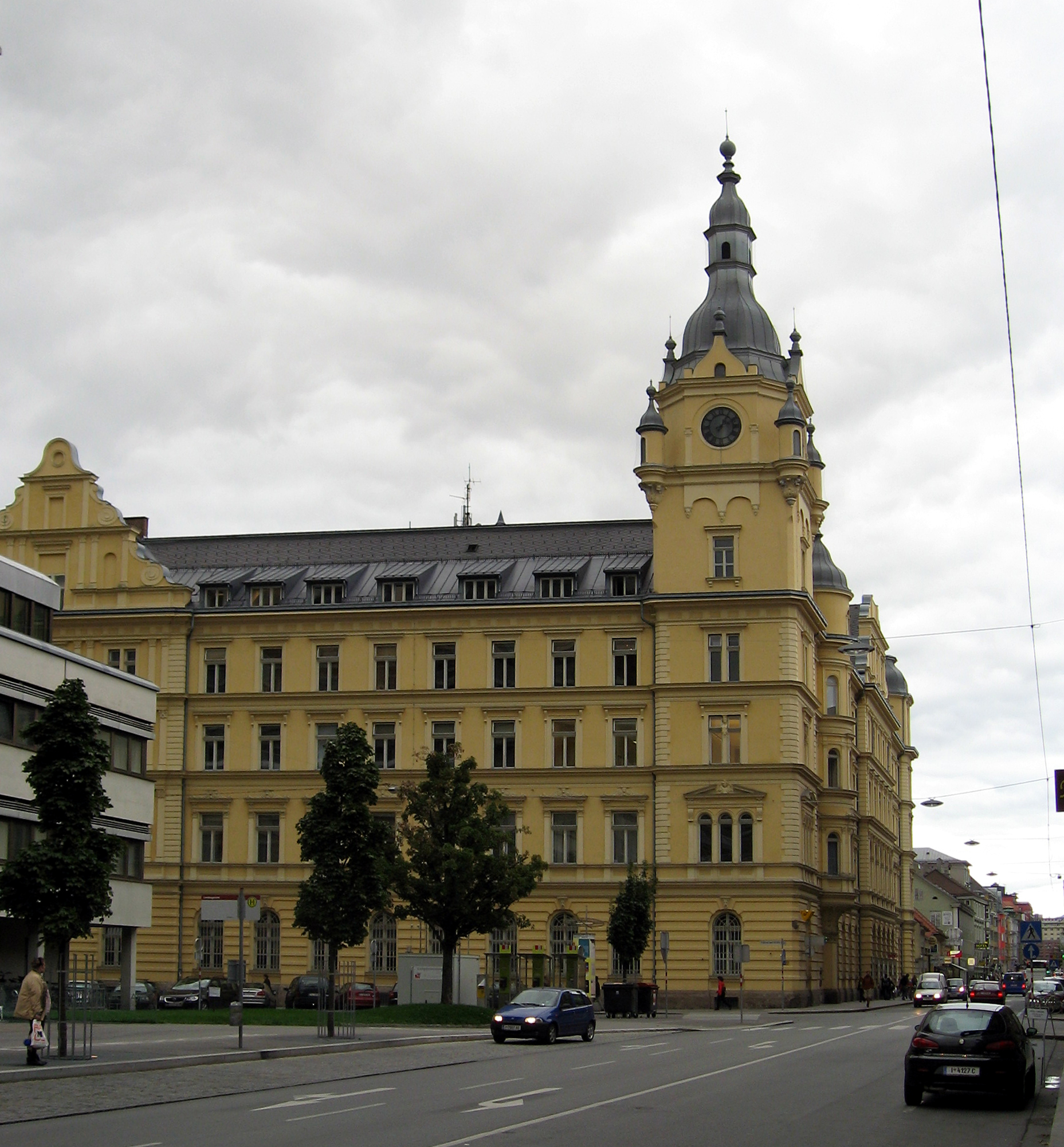
Hauptpost Innsbruck

- Staatsgewerbeschule, Innsbruck, 1881
- Aufstockung und Fassadengestaltung des Tiroler Landesmuseums Ferdinandeum, Innsbruck, 1882–1884
- Villa Steiner, Meran, 1885
- Villa Tusculum, Arco, 1886
- Artillerie-Kaserne, Görz, 1886
- Kurhaus, Görz, 1887
- Gymnasium, heute Archäologisches Museum Istriens, Pula, 1890
- Gebäude der Bezirkshauptmannschaft, Pula
- Gebäude der Bezirkshauptmannschaft, Sesana, 1891
- Kirche in Medulin, 1892
- Nervenheilanstalt, Triest, 1893
- Kirche Unserer Lieben Frau vom Meer (Madonna del Mare, Marinekirche), Pula, 1891–1898 (mit Friedrich von Schmidt und Victor Luntz)
- Kirche San Rocco, Miola di Piné, 1902–1903
- Kirche Santa Maria Assunta, Baselga di Piné, 1903–1907
- Institut der Schwestern Unserer Lieben Frau von Sion, Trient, 1906
- Hauptpostamt, Innsbruck, 1905–1908
- Hotel Neue Post, Innsbruck, um 1908
- Denkmal für die italienischen Soldaten, Soldatenfriedhof Amras, 1920
- Kriegerdenkmal, Padergnone, 1921
- Palazzo della Cultura sociale, Trient (nicht verwirklicht)